# آموزگار جایگزین
آموزگار جایگزین (ایتالیایی: La supplente) یک فیلم کمدی سکسی سبک ایتالیایی است که در سال ۱۹۷۵ منتشر شد.

## خلاصه داستان
یک معلم جوان جایگزین به یک مدرسه ایتالیایی میاید . دانش آموزان شیفته جذابیت وی میشنود...

## بازیگران
- کارمن ویلانی
- کارلو جوفره
- دایل هادون
- گیزلا هان
- جوسی راسپانی داندالو
- جاکومو فوریا
- توم فلگی
- ایلونا استالر
- آتیلیو دوتزیو
- گلوریا پیه‌دیمونته
- گاستونه پسکوچی